# 中央自動車学校 (熊本県)
株式会社中央自動車学校（ちゅうおうじどうしゃがっこう）は、熊本市中央区坪井にある指定自動車教習所を運営する企業。

## 取得免許
- 普通自動車
- 大型自動二輪車
- 普通自動二輪車
- 普通自動二輪車（小型限定）

## 教習車種
普通免許
- トヨタ カローラアクシオ
- トヨタ コンフォート

二輪免許
- ハーレーダビッドソン Sports Ster（マニュアル車）
- ヤマハ SR 125L
- スズキ スカイウェイブ650（オートマ車）
- スズキ スカイウェイブ400
- スズキ アドレス V 125
- ホンダ CB750
- ホンダ NC750L
- ホンダ CB400 Super Four
- ホンダ CB125F